# .za
.za e интернет домейн от първо ниво за Република Южна Африка. Администрира се от ZADNA. Представен е през 1990 година.

## Домейни от второ ниво
- .ac.za
- .city.za
- .co.za
- .edu.za
- .gov.za
- .law.za
- .mil.za
- .org.za
- .school.za
  - ecape.school.za
  - fs.school.za
  - gp.school.za
  - kzn.school.za
  - mpm.school.za
  - ncape.school.za
  - lp.school.za
  - nw.school.za
  - wcape.school.za

## Неизползвани
- .alt.za
- .net.za
- .ngo.za
- .tm.za
- .web.za

## Неотговарящи
- .bourse.za

## Частни
- .agric.za
- .cybernet.za
- .grondar.za
- .iaccess.za
- .inca.za
- .nis.za
- .olivetti.za
- .pix.za

## Определени за триене
- .db.za
- .imt.za
- .landesign.za